# Красная книга Азербайджана
Красная книга Азербайджана (азерб. Azərbaycan Respublikası Qırmızı Kitabı) — основной государственный документ, учреждённый в целях выявления редких и находящихся под угрозой исчезновения диких животных, дикорастущих растений и грибов, а также некоторых подвидов и локальных популяций. Содержит информацию о распространении и охране различных видов растений и животных на территории всей республики, а также в азербайджанском секторе Каспийского моря.
Красная книга Азербайджанской Республики ведётся Министерством экологии и природных ресурсов Азербайджанской Республики в координации с Национальной академией наук Азербайджанской Республики, Министерством сельского хозяйства Азербайджана.

## История

### Первое издание (1989)
Первое издание «Красной книги» было опубликовано в 1989 году. Оно содержит информацию о состоянии, распространении и защите видов животных и растений в секторе Каспийского моря Азербайджана. В книгу занесены более 100 видов представителей животного мира и 140 видов растений.
Законодательной базой Красной книги Азербайджана являются законы Азербайджана «О животном мире» от 4 июня 1999 года и «Об охране окружающей среды» от 8 июня 1999 года.
Согласно законодательству Азербайджана, Красная книга Азербайджана должна переиздаваться каждые 10 лет.

### Второе издание (2016)
Второе издание Красной книги Азербайджанской Республики в двух томах было опубликовано 23 мая 2016 года.
В издании отражены результаты исследований о состоянии редких и исчезающих растений, грибов (I том) и животного мира (II том). В книгу впервые была включена информация о 300 высших и первичных растениях, а также грибах и 223 видах фауны, их распространении, численности и тенденциях снижения.
Из 300 видов 266 относятся к растениям, 20 из которых являются примитивными (6 видов водорослей, 13 видов лишайников, 1 вид мхов), а также 14 видов грибов.
Второе издание книги включает 206 видов редких и исчезающих животных.

### Третье издание (2023)
Третье издание вышло 23 мая 2023 года. В издании более подробно отражена флора и фауна Нахичевани, Карабахского и Восточно-Зангезурского экономических районов. Издание содержит описание 241 вида редкой, находящейся под угрозой исчезновения фауны (из них 152 позвоночных, 89 беспозвоночных) и 460 видов флоры (423 вида растений, из них 383 высших, 15 высших споровых, 6 мхов, 5 водорослей, 37 грибов).

## Содержание
Красная книга состоит из 6 частей, включая исчезающие и редкие виды: 42 вида млекопитающих, 71 видов птиц, 5 видов рыб, 16 видов земноводных, 14 видов рептилий, 40 видов насекомых и 140 видов растений.

## Категории статуса редкости
Красная книга Республики включает фауну и флору в 2 категориях: исчезающие и редкие виды. Первая категория включает исчезающие виды, количество которых уменьшилось, и достигло кризисного уровня в результате ряда воздействий негативного характера (разрушение мест проживания).

## Список растений
- Самшит гирканский[азерб.] (Buxus hyrcana)
- Парротия (Parrotia)
- Дуб каштанолистный (Quércus castaneifólia)
- Инжир гирканский
- Груша гирканская[азерб.] (Pyrus hyrcana)
- Гледичия Каспийская (Gleditsia caspica)
- Акация ивовая (Acacia saligna)
- Хурма Кавказская (Diospyros lotus)
- Ольха сердцевидная (Álnus cordáta)
- Даная ветвистая (Danae racemosa)
- Иглица гирканская (Ruscus hyrcanus)
- Сосна пицундская (Pinus eldarica)
- Рододендрон кавказский (Rhododendron caucasicum)
- Плющ Пастухова (Hedera pastuchowii)
- Горечавка Лагодехская (Gentiana lagodechiana)
- Кладохета чистейшая (Cladochaeta candidissima)
- Тис (Táxus)
- Платан восточный (Platanus orientalis)
- Подснежник кавказский (Galanthus caucasicus)
- Бересклет бархатистый (Euonymus velutina)
- Астрагал нахичеванский (Astragalus nachitschevanicus)
- Дуб пробковый (Quercus suber)
- Шафран каспийский (Crocus caspius)
- Кувшинка (Nymphaéa)
- Парротия персидская (Parrotia persica)[13]

## Список животных
- Гирканская гаичка
- Чёрный аист
- Пеликан кудрявый
- Чирок мраморный
- Орлан белохвост
- Орёл могильник
- Беркут
- Сапсан
- Турач
- Форель
- Козёл
- Серна
- Муфлон
- Кавказский тетерев
- Улар кавказский
- Орёл степной
- Сокол
- Бородач
- Пеликан розовый
- Стрепет
- Дрофа
- Султанка
- Колпица обыкновенная
- Фламинго
- Краснозобая казарка
- Лебедь шипун
- Малый лебедь
- Джейран
- Кулик-кривонос
- Белохвостая пигалица
- Луговая тиркушка
- Туранский тигр
- Лесной кот
- Переднеазиатский леопард
- Закавказский горный баран
- Кавказский безоаровый козёл
- Закавказский бурый медведь
- Гиена
- Рысь
- Манул
- Длиннокрыл обыкновенный
- Южный подковонос
- Широкоухий складчатогуб
- Перевязка
- Сирийская чесночница
- Тритон обыкновенный
- Тритон гребенчатый
- Жаба обычная (серая)
- Малоазиатская гадюка
- Эскулапов полоз
- Закавказская талха
- Средиземноморская черепаха
- Руинная агама
- Золотистая мабуя
- Полосатый гологлаз
- Стрела-змея
- Такырная круглоголовка
- Журавль белый
- Балобан
- Вихляй
- Скопа
- Тонкоклювый кроншнеп
- Змееяд
- Кавказский улар
- Ястреб-тетеревятник
- Туркестанский тювик
- Чернобрюхий рябок
- Белогорлый соловей
- Пустынный снегирь
- Горный козёл[13]